# Oshana
Oshana é uma região da Namíbia. Sua capital é a cidade de Oshakati.
Região extremamente árida, tem como principal sistema de abastecimento de águas o rio Cuvelai.